# Freya Perdaens
Freya Perdaens, née le 29 janvier 1989 à Malines, est une femme politique belge, membre de la Nieuw-Vlaamse Alliantie (N-VA).

## Biographie
Freya Perdaens nait le 29 janvier 1989 à Malines.
Lors des élections régionales de 2019, elle est élue députée au Parlement flamand.